# Античная нептунеа
Античная нептунеа (Neptunea antiqua) — вид брюхоногих моллюсков рода нептуней семейства трубачей.

## Внешний вид
Напоминает обыкновенный букцинум. Высота раковины до 20 см, хотя большинство образцов достигает только половины этого размера. Это самый крупный морской брюхоногий моллюск в своём ареале.

## Распространение и места обитания
Водится на северо-востоке Атлантического океана в холодных водах севера Европы, от литорали до глубины 1200 м, в Северном Ледовитом океане и Балтийском море.

## Питание
Neptunea antiqua прежде всего падальщик, хотя наблюдали, как он атакует и поедает живых полихет. Но, как показали эксперименты, даже голодные Neptunea antiqua не трогают неповреждённых мидий.

## Ядовитость
Мясо Neptunea antiqua содержит соль тетраметиламмония (скорее всего, хлорид), поэтому были случаи, когда люди получали от него не смертельное отравление.